# Owadno (stacja kolejowa)
Owadno (ukr. Овадне, ros. Овадно) – stacja kolejowa w miejscowości Owadno, w rejonie włodzimierskim, w obwodzie wołyńskim, na Ukrainie. Leży na linii Lwów – Sapieżanka – Kowel.
Stacja istniała przed II wojną światową.